# Acróstico
Na versificação, um acróstico é qualquer composição poética na qual certas letras de cada verso, quando lidas em outra direção e sentido, formam uma palavra ou frase.

## Tipos de acróstico
Em um acróstico (genérico), as letras que compõem a nova palavra ou frase podem estar em qualquer posição, dentro de cada verso. Exemplo:
| “ | Vencido está de amor meu pensamento, O mais que pode ser vencida a vida, Sujeita a vos servir e instituída, Oferecendo tudo a vosso intento. Contente deste bem, louva o momento Ou hora em que se viu tão bem perdida; Mil vezes desejando a tal ferida, Outra vez renovar seu perdimento. Com esta pretensão está segura A causa que me guia nesta empresa. Tão sobrenatural, honrosa e alta, Jurando não seguir outra ventura, Votando só para vós rara firmeza, Ou ser no vosso amor achado em falta. | ” |
|   | — Luís de Camões em "Soneto CLIX". |   |

No entanto, existem alguns tipos especiais de acróstico em que as posições dessas letras são mais bem definidas. Alguns desses tipos são os abaixo enunciados.

### Acróstico propriamente dito
Quando se juntam as letras iniciais de cada verso para formar a palavra ou frase desejada, tem-se o acróstico propriamente dito, que se lê na vertical, de cima para baixo ou no sentido inverso. Exemplo:
| “ | Leitor não levantei falso Escrevi o que se deu, Aquele grande sucesso Na Bahia aconteceu, Da forma que o velho cão, Rolou morto sobre o chão Onde o seu senhor morreu. | ” |
|   | — Última estrofe do cordel "O cachorro dos mortos". |   |

No trecho de cordel do exemplo acima, o autor Leandro Gomes de Barros utilizou-se de um acróstico propriamente dito para firmar sua autoria.

#### Abecedarius

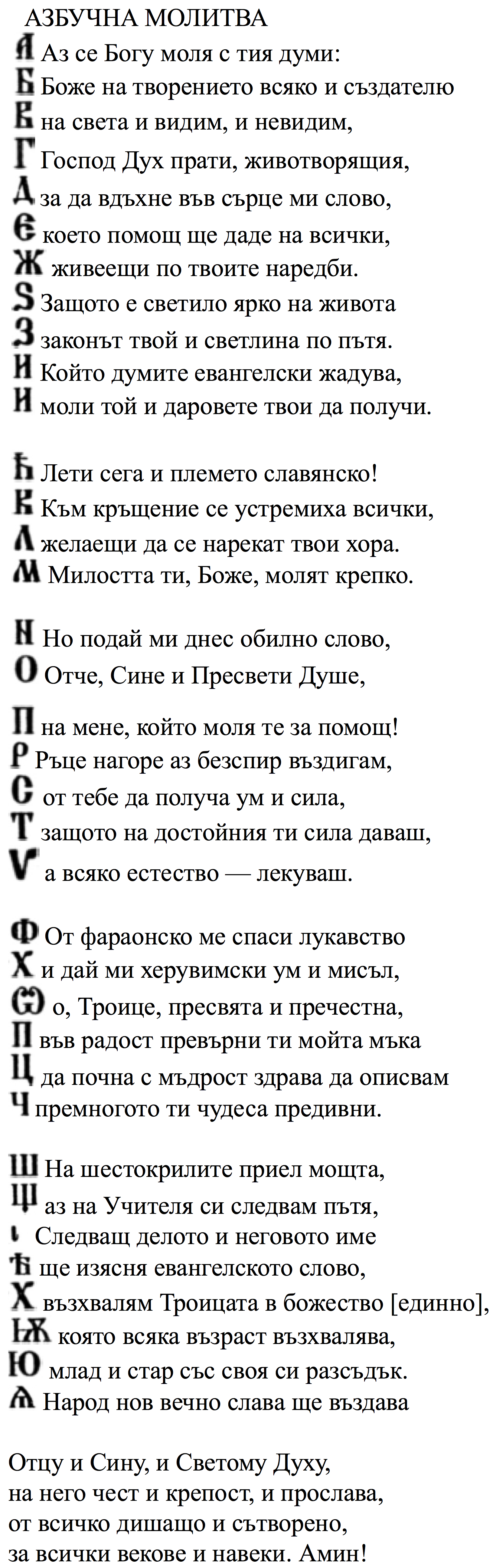
Transcrição do abecedarius búlgaro "Oração alfabética", de Constantino de Preslav. Nessa obra, a primeira letra de cada verso, destacada em negrito, é parte de uma sucessão de letras que estão em ordem alfabética (de cima para baixo).

Um subtipo especial de acróstico propriamente dito é o abecedarius, também denominado acróstico alfabético. Nesse tipo de acróstico, a primeira letra de cada verso (ou de cada palavra de cada verso) forma com as demais primeiras letras (de cada verso ou palavra) uma sucessão que é idêntica à sucessão de letras do alfabeto ou abecedário.
O búlgaro Constantino de Preslav escreveu um dos mais famosos abecedarius: a "Oração alfabética" (Азбучна молитва), um poema cristão escrito em versos dodecassílabos que se iniciam, cada um, com uma das letras do alfabeto glagolítico. A obra foi inspirada em uma similar, de autoria de Gregório de Nazianzo, que utilizava o alfabeto grego.

### Mesóstico
Tipo de acróstico em que os ajuntamentos de letras ocorrem no meio dos versos. Exemplo:
| “                                             |                 |   |               |   |
|                                               | are             | J | ando          |   |
|                                               | os              | O | uvidos        |   |
|                                               | com o barul     | H | o do silêncio |   |
|                                               | para defe       | N | der o novo    |   |
|                                               |                 |   |               |   |
|                                               | de Varèse a Nan | C | arrow         |   |
|                                               | de S            | A | tie a Webern  |   |
|                                               | de Schoenber    | G |               |   |
|                                               | a Sc            | E | lsi           |   |
|                                               |                 |   |               | ” |
| —Augusto de Campos (em homenagem a John Cage) |                 |   |               |   |

### Teléstico
Tipo de acróstico em que todos os ajuntamentos de letras ocorrem no fim dos versos.

### Acróstico cruzado
Tipo de acróstico em que o nome ou frase é formado pelo ajuntamento da primeira letra do primeiro verso com a segunda letra do segundo verso, às quais se juntam a terceira letra do terceiro verso, também a quarta letra do quarto verso, e assim sucessivamente até o último verso.